# キョクレイ
株式会社キョクレイ（英: Kyokurei Corporation.）は、横浜市に本社を置く倉庫会社。ニチレイグループに属し、冷凍・冷蔵倉庫事業を行う。旧社名は極洋冷蔵であるが、水産加工会社の極洋とは、現在資本関係がない。

## 沿革
- 1964年5月 - 極洋冷蔵株式会社設立。
- 1969年7月 - 関連会社の再編により、神奈川日冷株式会社設立。
- 1973年 - 麦芽専用サイロ開設（1998年に事業終了）。
- 1986年2月 - 極洋冷蔵株式会社から株式会社キョクレイに社名変更。
- 2004年4月 - 神奈川日冷と合併。

## 事業所
- 山下物流センター

〒231-0023 神奈川県横浜市中区山下町278番地2
山下埠頭に位置し、収容能力は23,198トン。乳製品に特化している。
- 大黒物流センター

〒230-0054 神奈川県横浜市鶴見区大黒ふ頭15番地
収容能力56,130トン。飲料原料解凍設備、分析センターを有する。
- 厚木物流センター

〒243-0024 神奈川県厚木市長沼字北耕地245番地4
収容能力10,271トン。
- 中井物流センター

〒259-0151 神奈川県足柄上郡中井町井ノ口2481番地
収容能力24,700トン。